# オリオン電機
座標: 北緯35度55分59.5秒 東経136度9分43.5秒 / 北緯35.933194度 東経136.162083度
オリオン電機株式会社（オリオンでんき、英: Orion Electric Co., Ltd. ）は、かつて存在した日本の電機メーカーである。
本稿では、2015年にFKサービス株式会社へ商号変更された初代法人と、2019年におおぞら管理株式会社へ商号変更された2代目法人をまとめて記述する。

## 概要
- テレビ、ビデオデッキ、DVDプレーヤーなどの製品分野において複合製品を得意としていた。日本国内OEM供給や日本国外での自社ブランド普及に力を入れていた。コーポレートステートメントは“TOWARDS A NEW FRONTIER.”であった。
- 自社ブランドでの製造よりも日本国内外メーカー製品の設計、製造受託、OEM供給に力を注いでおり、日本国内大手メーカーへのOEM品も多数手がけていた。日本国内、タイ王国に生産工場を持っていた。
- 小型の地上デジタルテレビジョン放送対応テレビは、画面を従来の4:3を維持して（16:9映像の左右両端が切れている状態）、データ放送受信機能を省略した安価な製品や、DVDプレーヤーを内蔵した製品、米インテル社のATOMプロセッサとMicrosoft Windows Embeddedを採用したインターネットテレビ「ROBRO」も製造していたことがある。かつては家庭用ブラウン管テレビ、車載用テレビもラインナップされていた。
- 日本国内大手メーカーが自社での液晶テレビの生産を撤退若しくは縮小するなか、ORIONのブランドは100%自社での製造を行っていた。
- 液晶テレビの2012年8月の日本国内販売台数でソニーを抜き5位となるなど、日本国内市場におけるプレゼンスを高めてきていた[4]。
- 液晶テレビに関しては他社に比べ低寿命とする意見もあったが、統計的な根拠はない[5]。
- 中国企業の台頭による価格競争や北米を中心とした海外事業の不振などで、2014年3月期の売上高は約250億円にまで落ち込んだ。このため、オリオン電機は2015年3月31日にビーエーシー北陸株式会社へ全事業を譲渡し、ビーエーシー北陸株式会社は翌4月1日付でオリオン電機株式会社（新社）へ商号変更した[3][6]。
- オリオン電機（旧社）は、2015年3月31日にFKサービス株式会社へ商号変更し、清算業務を行っていたが、2019年1月24日に福井地方裁判所から破産手続開始決定を受けた[3][6]。
- オリオン電機（新社）も、完成品の受注の伸び悩み、生産体制強化のための設備投資が嵩んだこと、販売代理店との契約解消などで業績が悪化し、2018年3月期に約13億1900万円の純損失を計上したと同時に債務超過へ転落[7]。自動車向け電子基板部品製造事業は、2018年11月に岐阜県大垣市に本社を持つ株式会社エヌビーシーが設立した株式会社エヌビーシー福井EMSに、ORIONブランド並びにプロフェッショナルサービス事業（ソリューション設計、基板回路設計、ソフト開発）は2019年1月に株式会社ドウシシャが設立したオリオン株式会社へそれぞれ譲渡された[2][8]。オリオン電機（新社）は清算業務を行い、2019年3月20日におおぞら管理株式会社へ商号変更され、同年5月20日に福井地方裁判所から特別清算開始決定を受けた[1][7]。
- 負債総額は、FKサービス（初代法人）が215億8983万円、おおぞら管理（2代目法人）が100億2900万円となっている[3][1]。
- オリオン電機の事業停止後におけるORIONブランド製品のアフターサービスは、AV機器がドウシシャで、スピーカーシステム並びにLEDシーリングライトはオリオンでそれぞれ行う。
- FKサービスは、2020年5月19日に、おおぞら管理は同年10月15日にそれぞれ法人格が消滅した。

## 沿革

### 初代：オリオン電機株式会社
- 1958年（昭和33年） - 神戸市に大竹貿易設立。大阪市にオリオン電機設立
- 1967年（昭和42年） - 福井県武生市（現 越前市）にオリオン電機（福井）を設立
- 1970年（昭和45年） - 石川県加賀市にオリオン電機（加賀）設立
- 1971年（昭和46年） - オリオンエレクトリック・カンパニーリミテッドを設立
- 1984年（昭和59年） - オリオンエレクトリック・カンパニーリミテッドがオリオン電機（福井）を吸収合併、商号をオリオン電機とする
- 1986年（昭和61年） - イギリスのウェールズにORION ELECTRIC(U.K.)LTD.を設立
- 1987年（昭和62年） - アメリカ合衆国のインディアナ州に ORION AMERICA,INC.を設立
- 1988年（昭和63年） - タイ王国のチョンブリ県に WORLD ELECTRIC(THAILAND)LTD.を設立
- 1995年（平成7年） - タイ王国のナコンラチャシマ県に KORAT DENKI LTD.を設立
- 1998年（平成10年） - オリオン電機が大竹貿易を吸収合併
- 2001年（平成13年） - タイ王国のナコンラチャシマ県にて KORAT DENKI LTD. 第2工場が稼働開始。アメリカ合衆国のイリノイ州にてORION AMERICA,INC.の第2工場が稼働開始
- 2007年（平成19年） - タイ両拠点にてEMS事業開始
- 2009年（平成21年） - ドウシシャ及びカデンザとの共同開発による、地デジブロードバンドテレビであるROBRO-TVを発売
- 2013年（平成25年） - オリオン電機にてEMS事業開始
- 2015年（平成27年）3月31日 - 2014年に設立したビーエーシー北陸（翌4月1日にオリオン電機<新社>へ商号変更）へ全事業を譲渡し事業停止。同時にオリオン電機（旧社）はFKサービスへ商号変更[3][9]。
- 2018年（平成30年）10月24日 - 債権者に破産を申し立てられる[6]。
- 2019年（平成31年）1月24日 - FKサービスが福井地方裁判所から破産手続開始決定を受ける[3][6]。
- 2020年（令和2年）5月19日 - FKサービスの法人格消滅。

### 2代：オリオン電機株式会社
- 2014年（平成26年） - ブレイン・アンド・キャピタル・ホールディングスがオリオン電機（旧社）の事業を譲受する新会社として、ビーエーシー北陸を設立。
- 2015年（平成27年）
  - 3月31日 - ビーエーシー北陸がオリオン電機（旧社、同日付でFKサービスへ商号変更）の事業を譲受[3][10]。
  - 4月1日 - ビーエーシー北陸の商号をオリオン電機（新社）へ変更[3]。
- 2018年（平成30年）11月30日 - 自動車向け電子基板部品製造事業を越前市の工場と共に、岐阜県大垣市に本社を持つ株式会社エヌビーシー（NBC）に譲渡[8][11]。譲渡に先んじてNBCは、同年10月に越前市に子会社株式会社エヌビーシー福井EMSを設立[12]。
- 2019年（平成31年/令和元年）
  - 1月8日 - プロフェッショナルサービス事業（ソリューション設計、基板回路設計、ソフト開発）を、ドウシシャが設立したオリオン株式会社へ譲渡したと同時に事業停止[2][8][13]。
  - 3月20日 - オリオン電機（新社）の商号をおおぞら管理株式会社へ変更すると同時に、株主総会で解散を決議[1][7]。
  - 5月20日 - おおぞら管理が福井地方裁判所から特別清算開始決定を受ける[1][7]。
- 2020年（令和2年）10月15日 - おおぞら管理の法人格消滅。